# Khor
Khor è un fumetto fantasy creato dallo Studio Piccatto, pubblicato in Italia dalla Star Comics.
La serie prende il nome dal suo protagonista, un cacciatore dal misterioso passato di cui egli stesso non conserva alcun ricordo tranne per la catena spezzata che porta legata al collo e una profonda cicatrice che gli solca il petto, elementi la cui origine viene svelata solo alla conclusione della serie.
La serie, pubblicata a cadenza bimestrale a partire dal novembre 2007, si è conclusa in 4 numeri, l'ultimo dei quali è uscito nel maggio del 2008.
La prima edizione della serie a fumetti Khor risulta esaurita dalla casa editrice Star comics.

## Albi
| Nr. | Titolo Albo               | Data di pubblicazione | Testi                                  | Disegni                                                                                            | Copertina                                      |
| --- | ------------------------- | --------------------- | -------------------------------------- | -------------------------------------------------------------------------------------------------- | ---------------------------------------------- |
| 1   | I prigionieri del Raak    | novembre 2007         | Cristiano Spadavecchia e Walter Riccio | Cristiano Spadavecchia, Renato Riccio e Matteo Santaniello                                         | Luigi Piccatto (disegni) e Mara Aghem (colore) |
| 2   | Fuga dal Dhin-Gir         | gennaio 2008          | Cristiano Spadavecchia                 | Cristiano Spadavecchia (matite), Renato Riccio e Matteo Santaniello (chine)                        | Luigi Piccatto (disegni) e Mara Aghem (colore) |
| 3   | Il monastero di Zhibra    | marzo 2008            | Walter Riccio                          | Emma Martinelli (matite), Renato Riccio e Matteo Santaniello (chine)                               | Luigi Piccatto (disegni) e Mara Aghem (colore) |
| 4   | La battaglia di Adinathön | maggio 2008           | Cristiano Spadavecchia e Walter Riccio | Cesare Valeri, Fabrizio Longo e Renato Riccio (matite), Renato Riccio e Matteo Santaniello (chine) | Luigi Piccatto (disegni) e Mara Aghem (colore) |